# George Ashburnham (3e comte d'Ashburnham)
Pour les articles homonymes, voir Ashburnham (homonymie).
George Ashburnham, 3e comte d'Ashburnham, (25 décembre 1760 – 27 octobre 1830) est un pair britannique.

## Biographie
Il est le fils de John Ashburnham (2e comte d'Ashburnham) et d'Elizabeth Crowley, et est titré vicomte St Asaph à sa naissance, et baptisé le 29 janvier 1761 à St George's Hanover Square, à Londres, avec le roi George III, le duc de Newcastle et Augusta de Saxe-Gotha-Altenbourg comme parrain et  marraine.
Il se marie, tout d'abord à Sophia Thynne (19 décembre 1763 – 9 avril 1791), fille de Thomas Thynne (1er marquis de Bath), le 28 août 1784. Ils ont quatre enfants:
- George Ashburnham, vicomte De St Asaph (8 octobre 1785 – 7 juin 1813)
- Elizabeth Sophia Ashburnham (16 septembre 1786 – 13 mars 1879)
- Sophia Ashburnham (29 janvier 1788 – 17 juin 1807)
- John Ashburnham (3 juin 1789 – 1810) (Il sert dans les Coldstream Guards pendant les Guerres napoléoniennes et se noie lors de son retour du Portugal)

Il se marie, en secondes noces, avec Charlotte Percy (3 juin 1776 – 26 novembre 1862), le 25 juillet 1795. Elle est une fille d'Algernon Percy (1er comte de Beverley), et une sœur de George Percy (5e duc de Northumberland). Ils ont 13 enfants:
- William Ashburnham (19 janvier 1797 – 1797) (mort en bas âge)
- Bertram Ashburnham (4e comte d'Ashburnham) (23 novembre 1797 – 22 juin 1878)
- Percy Ashburnham (22 novembre 1799 – 25 janvier 1881)
- Charlotte Susan Ashburnham (23 février 1801 – 26 avril 1865)
- Théodosie Julia Ashburnham (27 mars 1802 – 22 août 1887)
- Charles Ashburnham (23 mars 1803 – 22 décembre 1848)
- Georgiana Jemima Ashburnham (11 mai 1805 – mai 1882) (mère de Algernon Mitford)
- Jane Henrietta Ashburnham (19 juillet 1809 – 26 novembre 1896) (mère du poète Algernon Swinburne)
- Katherine Frances Ashburnham (31 mars 1812 – 6 avril 1839)
- Eleanor Isabel Bridget Ashburnham (28 juillet 1814 – 6 mars 1895)
- Thomas Ashburnham (en), (1816 – 2 mars 1872)
- Mary Agnes Blanche Ashburnham (23 janvier 1816 – 22 avril 1899)
- Reginald Ashburnham (1819 – 5 mars 1830)

Il siège à la Chambre des lords en bref dans l'accélération en tant que 5e baron Ashburnham en 1804. Il occupe le poste de Syndic du British Museum entre 1810 et 1830. En 1812, il succède à son père, comme 3e comte d'Ashburnham. Après sa mort, il est remplacé par son quatrième (mais aîné survivant) fils, Bertram.